# Tailly (Somme)
Tailly település Franciaországban, Somme megyében. Lakosainak száma 57 fő (2022. január 1.). Tailly Airaines, Laleu, Métigny, Quesnoy-sur-Airaines és Warlus községekkel határos.

## Népesség
A település népessége az elmúlt években az alábbi módon változott:
| Lakosok száma | 58   | 59   | 61   | 59   | 58   | 57   | 56   | 57   | 57   |
|               | 2013 | 2015 | 2016 | 2017 | 2018 | 2019 | 2020 | 2021 | 2022 |